# جنیفر دانلی
جنیفر دانلی (انگلیسی: Jennifer Donnelly؛ زادهٔ ۱۶ اوت ۱۹۶۳) رمان‌نویس، نویسنده، پدیدآور اهل ایالات متحده آمریکا است. اغلب آثار دانلی در قالب ادبیات داستانی تاریخی، ادبیات داستانی نوجوانان است که از میان آنها می‌توان به سه‌گانه رز و نور شمالی اشاره داشت